# Brádt Borbála
 Ez a cikk a sakkjátszmák algebrai lejegyzését alkalmazza.
Brádt Borbála (Pestszentlőrinc, 1929. december 4. – Budapest, 1981. július 29.) magyar sakkmester, magyar bajnoki ezüst (1953) és bronzérmes (1954), kétszeres magyar válogatott.
1947–1977 között az Országos Nyugdíjintézet munkatársa, főelőadója volt.

## Élete és sakkpályafutása
Apja Brádt János (1900–1961) orvosi műszerész, a Vasas Szakszervezet elnöke volt és a Vasas sakkcsapatának motorja volt. Anyja Nógrádi Mária és testvére Brádt Annamária (Pataki Györgyné) (1938–2012) szintén a Vasas sakkozói voltak.
1943–1961 között a Vasas sakkcsapatának tagja. Először 1951-ben került be a magyar női sakkbajnokság döntőjébe, és a 10 versenyző között a 10. helyen végzett. 1952-ben a 14 döntőbe jutott versenyző között a 8. helyet szerezte meg.
1953-ban Sinka Brigittával azonos pontszámmal a 2–3. helyen végzett, és a holtversenyt eldöntő Sonneborn–Berger-számítás szerint az ezüstérmet szerezte meg. A bajnoki döntőkön legjobb eredményét 1954-ben érte el, amikor hármas holtversenyben Kertész Bélánéval és Lángos Józsával az első helyen végzett, de a bajnoki címet eldöntő rájátszásban csak a 3. lett, így a bronzérmet kapta. Ezzel az eredményével érdemelte ki a mester címet.
Ezt követően már nem tudott a bajnokságon kiemelkedő eredményt elérni, 1955-ben 11., 1956-ban 8., 1958-ban a 10. helyet szerezte meg.
1959-ben két alkalommal játszott a magyar válogatottban.
1981-ben, 52 éves korában hunyt el, a Magyar Sakkélet hasábjain Káposztás Miklós írt róla fényképpel ellátott nekrológot.

## Emlékezete
1982–1986 között négy alkalommal rendeztek Brádt Borbála-emlékversenyt, 1982-ben meghívottakkal, 1984-ben már nyílt versenyen magyar résztvevőkkel. 1985-ben rangos nemzetközi mezőny gyűlt össze, köztük világbajnokjelölttel, nemzetközi mesterrel, és a magyar résztvevők összesen 14 magyar bajnoki cím tulajdonosai voltak. A IV., és egyben eddig az utolsó Brádt Borbála emlékversenyt 1986-ban rendezték, amelyen indult a háromszoros világbajnokjelölt, háromszoros szovjet és kétszeres olimpiai bajnok Tatjana Zatulovszkaja is.

## Emlékezetes játszmái
Brádt Borbála-Lángos Józsa, (ECO E60), Magyar női egyéni bajnokság, 1954
1. Hf3 Hf6 2. g3 g6 3. Fg2 Fg7 4. O-O O-O 5. d4 d6 6. c4 Hbd7 7. Vc2 c5 8.e3 cxd4 9. Hxd4 Hc5 10. Hc3 a5 11. Be1 Be8 12. Bb1 e5 13. Hdb5 e4 14. Bd1 Ba6 15. b3 Fg4 16. Bd2 Ff3 17. Fa3 Ve7 18. Fxf3 exf3 19. Vd1 Hfe4 20. Hxe4 Hxe4 21. Bd5 Bc6 22. Vxf3 Hg5 23. Bxg5 Vxg5 24. Hxd6 Be7 25. Bd1 Bd7 26. Bd5 Vf6 27. Vxf6 Fxf6 28. He4 Bdc7 29. Hxf6+ Bxf6 30. Bd8+ Kg7 31. Fb2 g5 32. Bd6 Bc6 33. Fxf6+ Kg6 34. Bxc6 bxc6 35. Fd4 Kf5 36. f3 1-0
Brádt Borbála-Herendi Zoltánné, (ECO E61), Női bajnokság középdöntő, Bp. 1955
1. Hf3 Hf6 2. d4 d6 3. c4 g6 4. Hc3 Fg7 5. e3 O-O 6. Fe2 Hc6 7. O-O b6 8. b3 Hd7 9. Fb2 e5 10. dxe5 dxe5 11. Hd5 Fb7 12. Vc2 He7 13. Bfd1 Hxd5 14. cxd5 Bc8 15. e4 f5 16. Fa3 c5 17. dxc6 Bxc6 18. Fc4+ Bf7 19. Fxf7+ Kxf7 20. Vd2 Bc7 21. Hg5+ Kf6 22. h4 fxe4 23. Vd6+ Kf5 24. Ve6+ 1-0